# Felix (Hiszpania)
Felix – gmina w Hiszpanii, w prowincji Almería, w Andaluzji, o powierzchni 81,26 km². W 2011 roku gmina liczyła 662 mieszkańców.